# Рудолф фон Зинцендорф
Рудолф фон Зинцендорф (на немски: Rudolf, Graf von Sinzendorf; * 1620, Ернстбрун, Корнойбург, Долна Австрия; † 2 септември 1677, Виена) е фрайхер, от 1648 г. граф от род Зинцендорф-Рейнек на Рейн, държавник и дипломатически пратеник.

## Живот
Той е малкият син (от пет деца) на фрайхер Августин фон Зинцендорф (1590 – 1642) и съпругата му фрайин Елизабет фон Траутмансдорф (1587 – 1653), дъщеря на фрайхер Йохан Фридрих фон и цу Траутмансдорф († 1614) и Ева фон Траутмансдорф. Брат е на Йохан Йоахим фон Зинцендорф (1613 – 1665), граф на 28 ноември 1648 г., фрайхер на Ернстбрун, Рогендорф, и на Зигмунд Фридрих фон Зинцендорф († 1679).
Рудолф е протестант. Той е камерхер на император Фердинанд III и при император Леополд I става дворцов съветник. На 28 ноември 1648 г., заедно с братята му Йоахим и Зигмунд Фридрих, е издигнат на граф. Той купува бургграфството Рейнек. Братята са са приети в „Швабския имперски-граф колегиум“ и курфюрст Карл I Лудвиг фон Пфалц им дава наследственото дворцово място на „наследствен шац-майстер“.
Рудолф е отличен държавник и дипломатически пратеник. Император Леополд I го изпраща на важни мисии, между другото в дворовете на Швеция, Дания, Пфалц и Бранденбург. Той умира на 57 години на 2 септември 1677 г. във Виена.
Родът Зинцендорф е издигнат през 1610 г. на фрайхер, през 1653 г. на имперски граф и 1803 г. на имперски княз. Родът изчезва по мъжка линия през 1822 г. През 1828 г. след дълги наследствени конфликти дворецът и господството Ернстбрун отиват на княз Хайнрих LXIV Ройс-Кьостриц (1787 – 1856).

## Фамилия
Рудолф фон Зинцендорф се жени на 20 февруари 1655 г. във Виена за фрайин Ева Сузана фон Цинцендорф (* 29 март 1636, Потендорф; † 29 януари 1709, Бреслау, Полша), дъщеря на фрайхер Ото Хайнрих фон Цинцендорф и Потендорф (1605 – 1655) и фрайин Анна Аполония фон Целкинг (1603 – 1646), господарка на Дюрнщайн и Тал Вахау. Те имат 14 деца:
- Теодор фон Зинцендорф (* 15 ноември 1657; † 8 април 1706, Зайден)
- Анна Мария Елизабет фон Зинцендорф (* 12 май 1659, Пресбург; † 8 октомври 1683, Шлайц), омъжена на 16 май 1680 г. в Аш, Бохеми, за граф Хайнрих I Ройс-Шлайц (* 26 март 1639;† 18 март 1692)
- Изабела фон Зинцендорф (1661 – 1716)
- Доротея фон Зинцендорф (1662 – 1693)
- Ото Хайнрих фон Зинцендорф (* 1662; † 19 декември 1713, Борау), женен на 7 юни 1693 г. за София Луиза фон Хаугвиц († 4 април 1674)
- Мария София фон Зинцендорф (* ок. 1663)
- Рената фон Зинцендорф (* ок. 1664; † в Мюнхен)
- Аполония фон Зинцендорф (1667 – 1700), омъжена за граф Кристоф фон Волкенщайн, фрайхер на Роденег († 1707)
- Зигизмунд Рудолф фон Зинцендорф (* 1670; † 8 януари 1747, Виена), женен I. на 3 октомври 1709 г. във Виена за графиня Йохана Катарина фон Нозтиц-Ринек (* ок. 1685; † 25 април 1735, Виена), II. на 20 юни 1735 г. във Виена за графиня Елеонора фон Хардег-Глац-Мачланде (* 29 юли 1713; † 25 януари 1767)
- Августин фон Зинцендорф (* 1671; † 11 март 1707, Виена в дуел)
- Мария Анна фон Зинцендорф (* 9 май 1672; † 6 февруари 1709, Карлсберг), омъжена на 13 октомври 1693 г. в Рим за Йохан Петер, граф фон Гоес, фрайхер фон Карлсберг и Мозбург (* 1667, Нидерландия; † 13 март 1716, Клагенфурт)
- Анна Мария фон Зинцендорф (* 25 април 1674, Йоденбург; † 30 юли 1736, Брюксел), омъжена на 28 юни 1697 г. във Виена за граф Лео Улфелдт (* 22 март 1651; † 11 април 1716, Виена)
- Ева Сузана фон Зинцендорф (* 30 август 1674, Виена; † 15 септември 1715, Пресбург)
- Мария Максимилиана фон Зинцендорф (* 2 ноември 1675; † 6 октомври 1718, Виена), омъжена на 2 септември 1705 г. във Виена за граф Йохан Карл Мартин Кристоф фон Нозтитц (* 1673; † 17 април 1740, Виена)